# Биллингтон, Франселия
Франселия Биллингтон (англ. Francelia Billington, 1 февраля 1895 — 24 ноября 1934) — американская актриса немого кино.

## Биография
Родилась на ранчо в Техасе в семье Джеймса и Аделаиды Беллингтон. Образование получила в монастырской школе, где с ранних лет принимала участие в театральных постановках. В 1912 году Биллингтон переехала в Калифорнию, где заключила контракт с киностудией «Kalem». После первых нескольких ролей в короткометражках, она перешла на студию Д. У. Гриффита «Reliance-Majestic Studios», где в последующие годы снялась более чем в сотне фильмов. Одну из самых известных своих ролей, отмеченную также хорошими отзывами кинокритиков, актриса исполнила на студии «Universal» в 1918 году в знаменитой картине Эриха фон Штрогейма «Слепые мужья». В 1920-х годах карьера Биллингтон пошла на спад, и в середине десятилетия почти прекратилась. Последний раз на киноэкранах она появилась в 1930 году в единственном своём звуковом фильме — вестерне «Незнакомец на коне».
В 1920 году Биллингтон вышла замуж за актёра Лестера Кунео, вместе с которым снялась в четырнадцати кинокартинах. К 1925 году их брак почти разрушился, и осенью того же года они развелись. Спустя два дня после развода Кунео покончил жизнь самоубийством. В начале 1934 года здоровье актриса стало ухудшаться от развившегося у неё туберкулеза, и в ноябре она скончалась в возрасте 39 лет. Франселия Биллингтон похоронена на католическом кладбище Голгофа на востоке Лос-Анджелеса.